# کونیکا مینولتا ماکسوم ۷دی
کونیکا مینولتا ماکسوم ۷دی (به انگلیسی: Konica Minolta Maxxum 7D) یک دوربین عکاسی ساخت شرکت کونیکا است.